# نیلوفر پذیرا
نیلوفر پذیرا (به انگلیسی: Nilofer Pazira)؛ (زادهٔ ۱۹۷۳) هنرپیشه، کارگردان فیلم و روزنامه‌نگار اهل افغانستان و کانادا است.

## زندگی‌نامه
وی در حیدرآباد هند زاده شد. زیرا پدرش کارمند سازمان جهانی بهداشت بود. بزرگ‌شدهٔ شهر کابل در افغانستان در دوران جنگ شوروی در افغانستان است و در ۱۹۸۹ با خانواده‌اش به پاکستان رفت. زندگی در پاکستان برای او راحت نبود و از آنجا به کانادا و شهر نیوبرانزویک مهاجرت نمودند.
نیلوفر پذیرا در دانشگاه کارلتون اتاوا زبان و ادبیات انگلیسی و خبرنگاری خواند و سپس مدرک کارشناسی ارشد در جامعه‌شناسی انسان و دین را از دانشگاه کنکوردیا بدست آورد. پس از فارغ‌التحصیلی،در بنگاه رادیو و تلویزیون کانادا سی‌بی‌سی کار کرد اما زود وارد جهان ادبیات و سینما شد. نیلوفر پذیرا به انجمن قلم کانادا پیوست و یکی از اعضای پرکار آن شد. او نخستین افغان کانادایی بود که دو سال ریاست کانون قلم کانادا را از سال ۲۰۰۷ عهده‌دار شد.
نیلوفر در سال ۱۹۹۶ میلادی و در دوران حکومت طالبان، به افغانستان رفت تا یک دوست قدیمی و گمشدهٔ خود را در آنجا پیدا کند. با آنکه این سفر موفقیت‌آمیز نبود، اما او ستارهٔ فیلم سفر قندهار شد که در جشنواره کن به نمایش درآمد و خودش بعدها سفیر حسن نیت یونسکو شد.
او برای تورنتو استار، سایت اند ساوند، ایندیپندنت و بسیاری از نشریات دیگر مقاله نوشته‌است.

## گزیده فیلمشناسی
نیلوفر پذیرا در فیلم‌های داستانی یا مستند زیادی بازی یا کارگردانی کرده است. از فیلم‌ها یا برنامه‌های تلویزیونی که وی در آن نقش داشته‌است می‌توان به سفر قندهار، بوداهای غول‌پیکر، تمثیل بی‌ناموسی، و ادیشن اشاره کرد.